# Halimolobos
Halimolobos é um género botânico pertencente à família Brassicaceae.